# Корвет (комп'ютер)
«Корвет» — 8-розрядний персональний комп'ютер. Розроблений співробітниками Інституту ядерної фізики Московського державного університету: Миколою Миколаєвичем Роєм, Олександром Скурихіним і Олегом Щербаковим. Випускався серійно з 1988 року на заводах Міністерства Радіопромисловості СРСР.

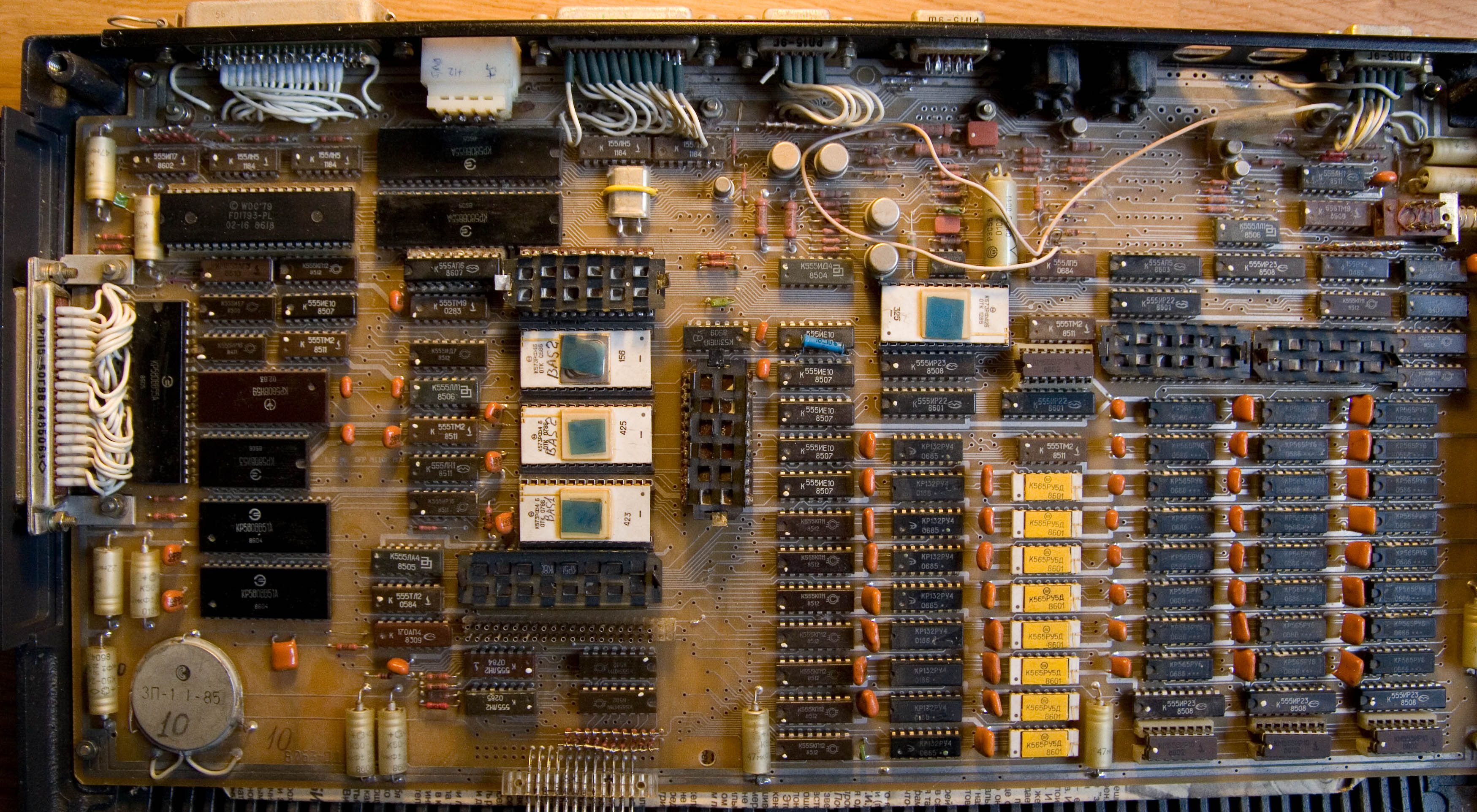
Корвет — друкована плата екземпляру 1986 р.в.

## Технічні характеристики
- Процесор: КР580ВМ80А з тактовою частотою 2,5 МГц, швидкодія 625 тис. оп./с.
- Пам'ять:
  - Оперативна пам'ять — 64 КБ
  - Постійна пам'ять — 24 КБ
  - Графічна пам'ять 48 КБ (3 банка по 16 КБ) × 1 стор. або 192 КБ (3 банка по 16 КБ) × 4 стор., залежно від типу мікросхем
- Пристрій виводу: монітор або телевізор; єдиний відеорежим, що виводить одночасно текст (16 рядків по 64 символів) і графіку (512×256, 16 кольорів).
- Звукогенератор
- Клавіатура: 80 клавіш
- Зовнішня пам'ять:
  - можливість під'єдання до 4-х НГМД
  - побутовий касетный магнітофон (2400 біт/с)

Комп'ютери «Корвет» можна об'єднувати в локальну мережу, до 16-ти машин в мережі.

## Програмне забезпечення
- Інтерпретатор мови Бейсік
- Операційні системи МікроДОС та CP/M-80 (при під'єднанні дисководу)
- Текстові редактори «Супертекст», «МікроМір» (MIM) і т. д.
- dBase II
- Табличний процесор Microsoft Multiplan
- Компілятори з мов Фортран, Паскаль, Сі, Ада, Форт, Лісп, ПЛ/М та ін.